# تاکاهاما، فوکوئی
تاکاهاما، فوکوئی (به لاتین: Takahama, Fukui) یک منطقهٔ مسکونی در ژاپن است که در استان فوکوئی واقع شده‌است. تاکاهاما ۱۱٬۷۵۷ نفر جمعیت دارد.